# ماهی‌خورک سبز آمریکایی
 ماهی‌خورک سبز آمریکایی (نام علمی: Chloroceryle) نام یک سرده از زیرخانواده ماهی‌خورک‌های آبی است.

## گونه ها
- ماهی‌خورک آمازونی, Chloroceryle amazona
- ماهی‌خورک سبز, Chloroceryle americana
- ماهی‌خورک سبز و حنایی, Chloroceryle inda
- ماهی‌خورک کوتوله آمریکایی, Chloroceryle aenea